# Milan Vulpe
Milan Vulpe (22. veljače 1918. – Zagreb, 21. listopada 1990.), hrvatski slikar i grafički oblikovatelj.
Pionir je grafičkog dizajna u Hrvatskoj, poznat po oblikovanju korporativnog stila za Chromos, Plivu i Inu, pedesetih i šezdesetih godina 20. stoljeća.
Mnogi Zagrepčani pamte njegovu reklamu za Chromos, pokretnog neonskog ličioca na Trgu Bana Jelačića.

## Nagrade
- Za životno djelo na području likovne umjetnosti Vladimir Nazor (1980.), zajedno sa Zlatkom Pricom.

## Vanjske poveznice
- www.designcentercroatia.org :: Milan Vulpe  Arhivirana inačica izvorne stranice od 31. listopada 2004. (Wayback Machine)
- Milan Vulpe Hrvatska tehnička enciklopedija, portal hrvatske tehničke baštine. LZMK